# Raionul Telenești
Raionul Telenești este un raion din partea centrală a Republicii Moldova. Centrul raional este orașul Telenești.

## Demografie

### Statistici vitale
Principalii indicatori demografici, 2013:
- Natalitatea: ▼821 (11,2 la 1.000 locuitori)
- Mortalitatea: ▼799 (10,9 la 1.000 locuitori)
- Spor natural: +22

### Structura etnică
| Grup etnic | Populație | % Procentaj* |
| ---------- | --------- | ------------ |
| Moldoveni  | 68.571    | 97,78%       |
| Ucraineni  | 879       | 1,25%        |
| Ruși       | 537       | 0,77%        |
| Alții      | 139       | 0,20%        |

## Administrație și politică
Președintele raionului Telenești este Iurie Tulgara (PAS), ales la 1 decembrie 2023.
Componența Consiliului Raional Telenești (33 de consilieri), ales la 5 noiembrie 2023, este următoarea:
|  | Partid                                       | Consilieri | Componență | Componență | Componență | Componență | Componență | Componență | Componență | Componență | Componență | Componență | Componență | Componență | Componență | Componență |
|  | -------------------------------------------- | ---------- | ---------- | ---------- | ---------- | ---------- | ---------- | ---------- | ---------- | ---------- | ---------- | ---------- | ---------- | ---------- | ---------- | ---------- |
|  | Partidul Acțiune și Solidaritate             | 14         |            |            |            |            |            |            |            |            |            |            |            |            |            |            |
|  | Partidul Liberal Democrat din Moldova        | 10         |            |            |            |            |            |            |            |            |            |            |            |            |            |            |
|  | Partidul Social Democrat European            | 3          |            |            |            |            |            |            |            |            |            |            |            |            |            |            |
|  | Platforma Demnitate și Adevăr                | 3          |            |            |            |            |            |            |            |            |            |            |            |            |            |            |
|  | Partidul Socialiștilor din Republica Moldova | 2          |            |            |            |            |            |            |            |            |            |            |            |            |            |            |
|  | Partidul „Renaștere”                         | 1          |            |            |            |            |            |            |            |            |            |            |            |            |            |            |

## Diviziuni administrative
Raionul Telenești are 54 de localități: 1 oraș, 30 de comune și 23 de sate.

## Cultură

### Biblioteci
Rețeaua de biblioteci publice teritoriale cuprinde 47 de biblioteci, care însumează peste 386.232 de unități materiale și deservesc 18.861 de cititori activi.